# Pleurothallis apopsis
Pleurothallis apopsis är en orkidéart som beskrevs av Carlyle August Luer. Pleurothallis apopsis ingår i släktet Pleurothallis och familjen orkidéer. Inga underarter finns listade i Catalogue of Life.